# فهرست سیاستمداران یهودی آمریکایی
این فهرستی از سیاستمداران سرشناس یهودی آمریکایی به ترتیب تاریخی است.

## حکومت فدرال

### مقامات کابینه
|   | سمت                          | پرتره                                                                   | نام               | رسیدن به سمت    | ترک سمت         | رئیس‌جمهور(ها)          | رئیس‌جمهور(ها)                   |
| - | ---------------------------- | ----------------------------------------------------------------------- | ----------------- | --------------- | --------------- | ---------------------- | ------------------------------- |
|   | وزیر بازرگانی و کار          |                                                                         | اسکار استراس      | ۱۷ دسامبر ۱۹۰۶  | ۵ مارس ۱۹۰۹     |                        | تئودور روزولت (۱۹۰۱–۱۹۰۹)       |
|   | وزیر خزانه‌داری               |                                                                         | هنری مورگن‌تائو    | ۱ ژانویه ۱۹۳۴   | ۲۲ ژوئیه ۱۹۴۵   |                        | فرانکلین دی. روزولت (۱۹۳۳–۱۹۴۵) |
|   | وزیر خزانه‌داری               | هری اس. ترومن (۱۹۴۵–۱۹۵۳)                                               | هنری مورگن‌تائو    | ۱ ژانویه ۱۹۳۴   | ۲۲ ژوئیه ۱۹۴۵   |                        |                                 |
|   | سرپرست وزارت بازرگانی        |                                                                         | لوییس استراس      | ۱۳ نوامبر ۱۹۵۸  | ۳۰ ژوئن ۱۹۵۹    |                        | دوایت آیزنهاور (۱۹۵۳–۱۹۶۱)      |
|   | وزیر کار                     | Goldberg                                                                | آرتور گلدبرگ      | ۲۱ ژانویه ۱۹۶۱  | ۲۰ سپتامبر ۱۹۶۲ |                        | جان اف. کندی (۱۹۶۱–۱۹۶۳)        |
|   | وزیر بهداشت، آموزش و بهزیستی |                                                                         | آبراهام ریبیکوف   | ۲۱ ژانویه ۱۹۶۱  | ۱۳ ژوئیه ۱۹۶۲   |                        | جان اف. کندی (۱۹۶۱–۱۹۶۳)        |
|   | وزیر بهداشت، آموزش و بهزیستی |                                                                         | ویلبور کوهن       | ۱۶ مه ۱۹۶۸      | ۲۰ ژانویه ۱۹۶۹  |                        | لیندون بی. جانسون (۱۹۶۳–۱۹۶۹)   |
|   | وزیر امور خارجه              | Henry A. Kissinger                                                      | هنری کیسینجر      | ۲۲ سپتامبر ۱۹۷۳ | ۲۰ ژانویه ۱۹۷۷  |                        | ریچارد نیکسون (۱۹۶۹–۱۹۷۴)       |
|   | وزیر امور خارجه              | Henry A. Kissinger                                                      | هنری کیسینجر      | ۲۲ سپتامبر ۱۹۷۳ | ۲۰ ژانویه ۱۹۷۷  | جرالد فورد (۱۹۷۴–۱۹۷۷) |                                 |
|   | دادستان کل                   |                                                                         | ادوارد لوی        | ۱۴ ژانویه ۱۹۷۵  | ۲۰ ژانویه ۱۹۷۷  |                        |                                 |
|   | وزیر دفاع                    |                                                                         | هرولد براون       | ۲۰ ژانویه ۱۹۷۷  | ۲۰ ژانویه ۱۹۸۱  |                        | جیمی کارتر (۱۹۷۷–۱۹۸۱)          |
|   | وزیر خزانه‌داری               |                                                                         | مایکل بلومنتال    | ۲۳ ژانویه ۱۹۷۷  | ۴ اوت ۱۹۷۹      |                        | جیمی کارتر (۱۹۷۷–۱۹۸۱)          |
|   | وزیر ترابری                  | عکس سیاه و سفید از مردی با لبخند پهن و موی مجعد کوتاه و کت و شلوار روشن | نیل گلدشمیت       | ۱۵ اوت ۱۹۷۹     | ۲۰ ژانویه ۱۹۸۱  |                        | جیمی کارتر (۱۹۷۷–۱۹۸۱)          |
|   | وزیر بازرگانی                |                                                                         | فیلیپ کلوتزنیک    | ۹ ژانویه ۱۹۸۰   | ۲۰ ژانویه ۱۹۸۱  |                        | جیمی کارتر (۱۹۷۷–۱۹۸۱)          |
|   | وزیر کار                     | Reich                                                                   | باب رایش          | ۲۲ ژانویه ۱۹۹۳  | ۲۰ ژانویه ۱۹۹۷  |                        | بیل کلینتون (۱۹۹۳–۲۰۰۱)         |
|   | وزیر خزانه‌داری               |                                                                         | باب رابین         | ۱۱ ژانویه ۱۹۹۵  | ۲ ژوئیه ۱۹۹۹    |                        | بیل کلینتون (۱۹۹۳–۲۰۰۱)         |
|   | وزیر کشاورزی                 |                                                                         | دن گلیکمن         | ۳۰ مارس ۱۹۹۵    | ۲۰ ژانویه ۲۰۰۱  |                        | بیل کلینتون (۱۹۹۳–۲۰۰۱)         |
|   | وزیر بازرگانی                |                                                                         | میکی کنتور        | ۱۲ آوریل ۱۹۹۶   | ۲۱ ژانویه ۱۹۹۷  |                        | بیل کلینتون (۱۹۹۳–۲۰۰۱)         |
|   | وزیر دفاع                    |                                                                         | ویلیام کوهم       | ۲۴ ژانویه ۱۹۹۷  | ۲۰ ژانویه ۲۰۰۱  |                        | بیل کلینتون (۱۹۹۳–۲۰۰۱)         |
|   | وزیر خزانه‌داری               |                                                                         | لری سامرز         | ۲ ژوئیه ۱۹۹۹    | ۲۰ ژانویه ۲۰۰۱  |                        | بیل کلینتون (۱۹۹۳–۲۰۰۱)         |
|   | وزیر امنیت میهن              |                                                                         | مایکل چرتاف       | ۱۵ فوریه ۲۰۰۵   | ۲۱ ژانویه ۲۰۰۹  |                        | جرج دابلیو. بوش (۲۰۰۱–۲۰۰۹)     |
|   | دادستان کل                   |                                                                         | مایکل میوکیزی     | ۹ نوامبر ۲۰۰۷   | ۲۰ ژانویه ۲۰۰۹  |                        | جرج دابلیو. بوش (۲۰۰۱–۲۰۰۹)     |
|   | سرپرست وزارت خزانه‌داری       |                                                                         | استوارت لوی       | ۲۰ ژانویه ۲۰۰۹  | ۲۶ ژانویه ۲۰۰۹  |                        | باراک اوباما (۲۰۰۹–۲۰۱۷)        |
| – | سرپرست وزارت کار             | Harris                                                                  | سث هریس           | ۲۲ ژانویه ۲۰۱۳  | ۲۳ ژوئیه ۲۰۱۳   |                        | باراک اوباما (۲۰۰۹–۲۰۱۷)        |
|   | سرپرست وزارت خزانه‌داری       |                                                                         | نیل وولین         | ۲۵ ژانویه ۲۰۱۳  | ۲۸ فوریه ۲۰۱۳   |                        | باراک اوباما (۲۰۰۹–۲۰۱۷)        |
|   | وزیر خزانه‌داری               |                                                                         | جک لو             | ۲۸ فوریه ۲۰۱۳   | ۲۰ ژانویه ۲۰۱۷  |                        | باراک اوباما (۲۰۰۹–۲۰۱۷)        |
|   | سرپرست وزارت بازرگانی        |                                                                         | کم کری            | ۱ ژوئن ۲۰۱۳     | ۲۶ ژوئن ۲۰۱۳    |                        | باراک اوباما (۲۰۰۹–۲۰۱۷)        |
|   | وزیر بازرگانی                |                                                                         | پنی پریتزکر       | ۲۶ ژوئن ۲۰۱۳    | ۲۰ ژانویه ۲۰۱۷  |                        | باراک اوباما (۲۰۰۹–۲۰۱۷)        |
|   | سرپرست وزارت خزانه‌داری       |                                                                         | آدام ژوبین[۸]     | ۲۰ ژانویه ۲۰۱۷  | ۱۳ فوریه ۲۰۱۷   |                        | Donald Trump (۲۰۱۷–۲۰۲۱)        |
|   | وزیر خزانه‌داری               |                                                                         | استیو منوچین      | ۱۳ فوریه ۲۰۱۷   | ۲۰ ژانویه ۲۰۲۱  |                        | Donald Trump (۲۰۱۷–۲۰۲۱)        |
|   | وزیر امور کهنه‌سربازان        |                                                                         | دیوید شالکین      | ۱۴ فوریه ۲۰۱۷   | ۲۸ مارس ۲۰۱۸    |                        | Donald Trump (۲۰۱۷–۲۰۲۱)        |
|   | سرپرست دادستانی کل           |                                                                         | جف روزن           | ۲۳ دسامبر ۲۰۲۰  | ۲۰ ژانویه ۲۰۲۱  |                        | Donald Trump (۲۰۱۷–۲۰۲۱)        |
|   | وزیر امور خارجه              |                                                                         | آنتونی بلینکن     | ۲۶ ژانویه ۲۰۲۱  | در تصدی         |                        | جو بایدن (۲۰۲۱–اکنون)           |
|   | وزیر خزانه‌داری               |                                                                         | جنت یلن           | ۲۶ ژانویه ۲۰۲۱  | در تصدی         |                        | جو بایدن (۲۰۲۱–اکنون)           |
|   | وزیر امنیت میهن              |                                                                         | الخاندرو مایورکاس | ۲ فوریه ۲۰۲۱    | در تصدی         |                        | جو بایدن (۲۰۲۱–اکنون)           |
|   | دادستان کل                   |                                                                         | مریک گارلند       | ۱۱ مارس ۲۰۲۱    | در تصدی         |                        | جو بایدن (۲۰۲۱–اکنون)           |

#### مقامات در سطح کابینه
|                     | سمت                                         | پرتره          | نام             | رسیدن به سمت   | ترک سمت        | رئیس‌جمهور(ها) | رئیس‌جمهور(ها)                 |
| ------------------- | ------------------------------------------- | -------------- | --------------- | -------------- | -------------- | ------------- | ----------------------------- |
|                     | سفیر ایالات متحده آمریکا در سازمان ملل متحد | Goldberg       | آرتور گلدبرگ    | ۲۸ ژوئیه ۱۹۶۵  | ۲۴ ژوئن ۱۹۶۸   |               | لیندون بی. جانسون (۱۹۶۴–۱۹۶۹) |
|                     | نماینده تجاری ایالات متحده                  |                | رابرت استراس    | ۳۰ مارس ۱۹۷۷   | ۱۷ اوت ۱۹۷۹    |               | جیمی کارتر (۱۹۷۷–۱۹۸۱)        |
|                     | رئیس دفتر رئیس‌جمهور                         |                | کن دوبرشتاین    | ۱ ژوئیه ۱۹۸۸   | ۲۰ ژانویه ۱۹۸۹ |               | رونالد ریگان (۱۹۸۱–۱۹۸۹)      |
|                     | نماینده تجاری ایالات متحده                  |                | میکی کنتور      | ۲۲ ژانویه ۱۹۹۳ | ۱۲ آوریل ۱۹۹۶  |               | بیل کلینتون (۱۹۹۳–۲۰۰۱)       |
|                     | مدیر سازمان اطلاعات مرکزی                   |                | جان دوش         | ۱۰ مه ۱۹۹۵     | ۱۵ دسامبر ۱۹۹۶ |               | بیل کلینتون (۱۹۹۳–۲۰۰۱)       |
|                     | نماینده تجاری ایالات متحده                  |                | شارلین بارشفسکی | ۱۲ آوریل ۱۹۹۶  | ۱۸ مارس ۱۹۹۷   |               | بیل کلینتون (۱۹۹۳–۲۰۰۱)       |
| ۱۸ مارس ۱۹۹۷        | نماینده تجاری ایالات متحده                  | ۲۰ ژانویه ۲۰۰۱ | شارلین بارشفسکی |                |                |               | بیل کلینتون (۱۹۹۳–۲۰۰۱)       |
|                     | مدیر اداره مدیریت و بودجه                   |                | جک لو           | ۲۱ مه ۱۹۹۸     | ۱۹ ژانویه ۲۰۰۱ |               | بیل کلینتون (۱۹۹۳–۲۰۰۱)       |
|                     | مدیر اداره مدیریت و بودجه                   |                | جاش بولتن       | ۲۶ ژوئن ۲۰۰۳   | ۱۴ آوریل ۲۰۰۶  |               | جرج دابلیو. بوش (۲۰۰۱–۲۰۰۹)   |
| رئیس دفتر رئیس‌جمهور | ۱۴ آوریل ۲۰۰۶                               | ۲۰ ژانویه ۲۰۰۹ | جاش بولتن       |                |                |               | جرج دابلیو. بوش (۲۰۰۱–۲۰۰۹)   |
|                     | رئیس دفتر رئیس‌جمهور                         |                | رام امانوئل     | ۲۰ ژانویه ۲۰۰۹ | ۱ اکتبر ۲۰۱۰   |               | باراک اوباما (۲۰۰۹–۲۰۱۷)      |
|                     | مدیر اداره مدیریت و بودجه                   |                | پیتر اورزاگ     | ۲۰ ژانویه ۲۰۰۹ | ۳۰ ژوئیه ۲۰۱۰  |               | باراک اوباما (۲۰۰۹–۲۰۱۷)      |
|                     | سرپرست اداره مدیریت و بودجه                 |                | جف زینتس        | ۳۰ ژوئیه ۲۰۱۰  | ۱۸ نوامبر ۲۰۱۰ |               | باراک اوباما (۲۰۰۹–۲۰۱۷)      |
|                     | مدیر اداره مدیریت و بودجه                   |                | جک لو           | ۱۸ نوامبر ۲۰۱۰ | ۲۷ ژانویه ۲۰۱۲ |               | باراک اوباما (۲۰۰۹–۲۰۱۷)      |
| رئیس دفتر رئیس‌جمهور | ۲۷ ژانویه ۲۰۱۲                              | ۲۰ ژانویه ۲۰۱۳ | جک لو           |                |                |               | باراک اوباما (۲۰۰۹–۲۰۱۷)      |
|                     | رئیس شورای مشاوران اقتصادی                  |                | آلن کروگر       | ۷ نوامبر ۲۰۱۱  | ۲ اوت ۲۰۱۳     |               | باراک اوباما (۲۰۰۹–۲۰۱۷)      |
|                     | سرپرست اداره مدیریت و بودجه                 |                | جف زینتس        | ۲۷ ژانویه ۲۰۱۲ | ۲۴ آوریل ۲۰۱۳  |               | باراک اوباما (۲۰۰۹–۲۰۱۷)      |
|                     | نماینده تجاری ایالات متحده                  |                | مایک فرومن      | ۲۱ ژوئن ۲۰۱۳   | ۲۰ ژانویه ۲۰۱۷ |               | باراک اوباما (۲۰۰۹–۲۰۱۷)      |
|                     | رئیس شورای مشاوران اقتصادی                  |                | جیسن فورمن      | ۲ اوت ۲۰۱۳     | ۲۰ ژانویه ۲۰۱۷ |               | باراک اوباما (۲۰۰۹–۲۰۱۷)      |
|                     | رئیس دفتر رئیس‌جمهور                         |                | ران کلین        | ۲۰ ژانویه ۲۰۲۱ | ۸ فوریه ۲۰۲۳   |               | جو بایدن (۲۰۲۱–اکنون)         |
|                     | اداره‌کننده اطلاعات ملی                      |                | ایوریل هینز     | ۲۱ ژانویه ۲۰۲۱ | در تصدی        |               | جو بایدن (۲۰۲۱–اکنون)         |
|                     | مدیر دفتر سیاست علم و فناوری                |                | اریک لندر       | ۲ ژوئن ۲۰۲۱    | ۱۸ فوریه ۲۰۲۲  |               | جو بایدن (۲۰۲۱–اکنون)         |
|                     | رئیس دفتر رئیس‌جمهور                         |                | جف زینتس        | ۸ فوریه ۲۰۲۳   | در تصدی        |               | جو بایدن (۲۰۲۱–اکنون)         |
|                     | رئیس شورای مشاوران اقتصادی                  |                | جرد برنستین     | اعلام خواهد شد | نامزد          |               | جو بایدن (۲۰۲۱–اکنون)         |

## سناتورها

### سناتورهای کنونی
|  | نام             | حزب    | ایالت     | تاریخ انتخاب | ملاحظات                                                                       |
|  | --------------- | ------ | --------- | ------------ | ----------------------------------------------------------------------------- |
|  | داین فاینستاین  | دمکرات | کالیفرنیا | ۱۹۹۲         | رئیس کمیته برگزیده اطلاعات                                                    |
|  | ران وایدن       | دمکرات | اورگن     | ۱۹۹۶         |                                                                               |
|  | چاک شومر        | دمکرات | نیویورک   | ۱۹۹۸         | رئیس کمیته سیاست دمکرات در سنا و رئیس کمیته قوانین و مدیریت سنای ایالات متحده |
|  | بنجامین کاردین  | دمکرات | مریلند    | ۲۰۰۶         |                                                                               |
|  | برنی سندرز      | مستقل  | ورمانت    | ۲۰۰۶         | معمولاً به حزب دمکرات رای می‌دهد                                                |
|  | مایکل بنت       | دمکرات | کلرادو    | ۲۰۰۸         | مادرش یهودی ست.                                                               |
|  | ال فرنکن        | دمکرات | مینه‌سوتا  | ۲۰۰۸         |                                                                               |
|  | ریچارد بلومنتال | دمکرات | کنتیکت    | ۲۰۱۰         |                                                                               |
|  | برایان شتز      | دمکرات | هاوایی    | ۲۰۱۲         |                                                                               |

### سناتورهای سابق
|-
| 
| باربارا باکسر
| دمکرات
| کالیفرنیا
| ۱۹۹۲
| رئیس کمیته محیط زیست و آثار عمومی و رئیس کمیته برگزیده اخلاق
|-

## نمایندگان مجلس

### نمایندگان کنونی
|  | نام             | حزب        | حوزه                      | تاریخ انتخاب | ملاحظات                                                      |
|  | --------------- | ---------- | ------------------------- | ------------ | ------------------------------------------------------------ |
|  | هنری وکسمن      | دمکرات     | CA-30                     | ۱۹۷۴         | رئیس سابق کمیته انرژی و تجارت                                |
|  | سندر لوین       | دمکرات     | MI-12                     | ۱۹۸۲         | رئیس سابق کمیته راه‌ها                                        |
|  | الیوت انگل      | دمکرات     | NY-16                     | ۱۹۸۸         |                                                              |
|  | نیتا لووی       | دمکرات     | NY-17                     | ۱۹۸۸         | اولین رئیس زن و دومین رئیس کمیته انتخاباتی دمکرات برای کنگره |
|  | جرولد ندلر      | دمکرات     | NY-08                     | ۱۹۹۲         |                                                              |
|  | بردلی شرمن      | دمکرات     | CA-27                     | ۱۹۹۶         |                                                              |
|  | جنیس اسکاکووسکی | دمکرات     | IL-09                     | ۱۹۹۸         | معاون ویپ دمکرات                                             |
|  | سوزان دیویس     | دمکرات     | CA-53                     | ۲۰۰۰         |                                                              |
|  | استیو ایزرائل   | دمکرات     | NY-02                     | ۲۰۰۰         | رئیس کمیته انتخاباتی دمکرات برای کنگره                       |
|  | ادم شف          | دمکرات     | CA-29                     | ۲۰۰۰         |                                                              |
|  | الیسون شوارتس   | دمکرات     | PA-13                     | ۲۰۰۴         |                                                              |
|  | دبی وسرمن شولتس | دمکرات     | FL-20                     | ۲۰۰۴         | رئیس کمیته ملی دمکرات                                        |
|  | استیو کوهن      | دمکرات     | TN-09                     | ۲۰۰۶         | اولین نماینده یهودی از تنسی.                                 |
|  | جان یارموت      | دمکرات     | KY-03                     | ۲۰۰۶         | اولین نماینده یهودی از کنتاکی.                               |
|  | جرد پولیس       | دمکرات     | CO-02                     | ۲۰۰۸         | اولین آشکارا گی انتخاب شده.                                  |
|  | تد دویچ         | دمکرات     | FL-19                     | ۲۰۱۰         |                                                              |
|  | دیوید سیسیلین   | دمکرات     | RI-01                     | ۲۰۱۰         |                                                              |
|  | الن گریسون      | دمکرات     | FL-09                     | ۲۰۱۲         |                                                              |
|  | لوییس فرنکل     | دمکرات     | FL-22                     | ۲۰۱۲         |                                                              |
|  | برد اشنایدر     | دمکرات     | IL-10                     | ۲۰۱۲         |                                                              |
|  | الن لوونتال     | دمکرات     | CA-47                     | ۲۰۱۲         |                                                              |
|  | لی زلدین        | جمهوریخواه | حوزه انتخابیه اول نیویورک | ۲۰۱۴         |                                                              |

### نمایندگان سابق
- رام امانوئل (D-IL: ۲۰۰۳–۲۰۰۹)همچنین مسئول در حد کابینه[۲۰]
- مارتین فراست (D-TX: 1979–2005)[۵۷]
- جین هرمن (D-CA: 1993–1999, 2001–2011)[۵۸]
- رابرت وکسلر (D-FL: 1997–2010)[۵۹]
- گابریل گیفوردز (D-AZ: 2007–2012)[۶۰]
- اریک کانتور[۶۱]، نماینده حوزه انتخابیه هفتم ویرجینیا از حزب جمهوریخواه، رهبر اکثریت مجلس، نخستین رهبر یهودی اکثریت مجلس.

## قضات دیوان عالی

### قضات کنونی
| نام          | متولدِ                        | منصوبِ        | سن در زمان انتصاب | روز اول / طول خدمت | مناصب قبلی |
| ------------ | ---------------------------- | ------------ | ----------------- | ------------------ | --- |
| استیون برایر | ۱۵ اوت ۱۹۳۸ در سان فرانسیسکو | بیل کلینتون  | ۵۵                | ۳ اوت ۱۹۹۴         | دادگاه استیناف حوزه یکم ایالات متحده آمریکا (۱۹۹۰–۱۹۹۴); دادگاه استیناف حوزه یکم ایالات متحده آمریکا (۱۹۸۰–۱۹۹۰); استاد، مدرسه حقوق هاروارد (۱۹۶۷–۱۹۸۰) |
| الینا کیگن   | ۲۸ آوریل ۱۹۶۰ در نیویورک     | باراک اوباما | ۵۰                | ۷ اوت ۲۰۱۰         | سلیسیتر کل ایالات متحده آمریکا (۲۰۰۹–۲۰۱۰); رئیس مدرسه حقوق هاروارد (۲۰۰۳–۲۰۰۹); استاد، مدرسه حقوق هاروارد (۲۰۰۱–۲۰۰۳); استاد مدعو، مدرسه حقوق هاروارد (۱۹۹۹–۲۰۰۱); معاون مشاور حقوقی کاخ سفید (۱۹۹۵–۱۹۹۹); نایب مدیر شورای سیاست داخلی (۱۹۹۵–۱۹۹۹); استاد، مدرسه حقوق دانشگاه شیکاگو (۱۹۹۵); دانشیار، مدرسه حقوق دانشگاه شیکاگو (۱۹۹۱–۱۹۹۵) |

#### قضات سابق
| نام               | متولد                                    | متوفی                                  | منصوب                 | بازنشست شده در دورهٔ   | سن در زمان انتصاب | روز اول         | تاریخ بازنشستگی |
| ----------------- | ---------------------------------------- | -------------------------------------- | --------------------- | --------------------- | ----------------- | --------------- | --- |
| Louis Brandeis    | November 13, 1856 در لوییویل، کنتاکی     | October 5, 1941 در واشینگتن، دی.سی.    | توماس وودرو ویلسون    | فرانکلین دلانو روزولت | ۵۵                | ۱ ژوئن ۱۹۱۶     | ۱۳ فوریه ۱۹۳۹ |
| Benjamin Cardozo  | May 24, 1870 در نیویورک                  | July 9, 1938 در Port Chester, New York | هربرت هوور            | فرانکلین دلانو روزولت | ۶۱                | ۲ مارس ۱۹۳۲     | ۹ ژوئیه ۱۹۳۸ |
| Felix Frankfurter | November 15, 1882 در وین، اتریش-مجارستان | February 22, 1965 در واشینگتن، دی.سی.  | فرانکلین دلانو روزولت | جان اف. کندی          | ۵۶                | ۲۰ ژانویه ۱۹۳۹  | ۲۸ اوت ۱۹۶۲ |
| Arthur Goldberg   | August 8, 1908 در شیکاگو                 | January 19, 1990 در واشینگتن، دی.سی.   | جان اف. کندی          | لیندون بی. جانسون     | ۵۳                | ۲۸ سپتامبر ۱۹۶۲ | ۲۶ ژوئیه ۱۹۶۵ |
| Abe Fortas        | June 19, 1910 در ممفیس (تنسی)            | April 5, 1982 در واشینگتن، دی.سی.      | لیندون بی. جانسون     | ریچارد نیکسون         | ۵۵                | ۴ اکتبر ۱۹۶۵    | ۱۴ مه ۱۹۶۹ |
| روت بیدر گینزبرگ  | ۱۵ مارس ۱۹۳۳ در بروکلین                  | ۲۰۲۰                                   | بیل کلینتون           | دونالد ترامپ          | ۶۰                | ۱۰ اوت ۱۹۹۳     | دادگاه استیناف حوزه ناحیه کلمبیای ایالات متحده آمریکا (1980–1993); General Counsel, اتحادیه آزادی‌های شهروندی آمریکا (۱۹۷۳–۱۹۸۰); استاد، مدرسه حقوق کلمبیا (۱۹۷۲–۱۹۸۰); استاد، Rutgers University School of Law (1963–1972) |

## فرمانداران کنونی ایالات
|  | ایالت  | فرماندار | نام         | حزب         | شروع دوره      | پایان دوره       | ملاحظات |
|  | ------ | -------- | ----------- | ----------- | -------------- | ---------------- | --- |
|  | دلاور  |          | جک مارکل    | حزب دموکرات | ۲۰ ژانویه ۲۰۰۹ | January 17, 2017 | Former Chairperson of the National Governors Association Former Chairperson of the Democratic Governors Association |
|  | ورمانت |          | پیتر شوملین | حزب دموکرات | ۶ ژانویه ۲۰۱۱  | January 6, 2017  | Vermont House of Representatives Former President pro tempore of the Vermont State Senate                           |

## شهرداران شهرهای بزرگ

### شهرداران کنونی شهرهای مهم
|  | شهر                  | ایالت     | شهردار | نام                 | حزب              | شروع تصدی     | انقضای دوره | مناصب دولتی پیشین                                               |
|  | -------------------- | --------- | ------ | ------------------- | ---------------- | ------------- | ----------- | --------------------------------------------------------------- |
|  | انکوریج              | آلاسکا    |        | Ethan Berkowitz     | حزب دموکرات      | ۱ ژوئیه ۲۰۱۵  | 2019        | Member of Alaska House of Representatives                       |
|  | آستین                | تگزاس     |        | Steve Adler         | حزب دموکرات      | ۶ ژانویه ۲۰۱۵ | ۲۰۱۹        |                                                                 |
|  | برلینگتون، ورمانت    | ورمانت    |        | Miro Weinberger     | حزب دموکرات      | ۲ آوریل ۲۰۱۲  | ۲۰۱۶        |                                                                 |
|  | چاتانوگا، تنسی       | تنسی      |        | Andy Berke          | حزب دموکرات      | ۱۵ آوریل ۲۰۱۳ | ۲۰۱۷        | عضو Tennessee Senate                                            |
|  | شهردار شیکاگو        | ایلینوی   |        | رام امانوئل         | حزب دموکرات      | ۱۶ مه ۲۰۱۱    | ۲۰۱۹        | رئیس دفتر رئیس‌جمهور ایالات متحده حوزه انتخابیه پنجم ایلینوی     |
|  | جرزی سیتی            | نیو جرسی  |        | Steven Fulop        | حزب دموکرات      | ۱ ژوئیه ۲۰۱۳  | 2017        | Jersey City Councilman                                          |
|  | لاس وگاس             | نوادا     |        | Carolyn Goodman     | فعال سیاسی مستقل | ۶ ژوئیه ۲۰۱۱  | ۲۰۱۹        |                                                                 |
|  | لس آنجلس             | کالیفرنیا |        | اریک گارستی         | حزب دموکرات      | ۱ ژوئیه ۲۰۱۳  | 2017        | President of the Los Angeles City Council شورای شهر لس آنجلسman |
|  | مدیسن، ویسکانسین     | ویسکانسین |        | Paul Soglin         | حزب دموکرات      | ۱۹ آوریل ۲۰۱۱ | ۲۰۱۹        |                                                                 |
|  | اوکلند               | کالیفرنیا |        | Libby Schaaf        | حزب دموکرات      | ۵ ژانویه ۲۰۱۵ | 2019        | Member of Oakland City Council                                  |
|  | سن پترزبورگ، فلوریدا | فلوریدا   |        | Rick Kriseman       | حزب دموکرات      | ۲ ژانویه ۲۰۱۴ | ۲۰۱۷        | عضو مجلس نمایندگان فلوریدا                                      |
|  | توسان                | آریزونا   |        | Jonathan Rothschild | حزب دموکرات      | ۵ دسامبر ۲۰۱۱ | ۲۰۱۵        |                                                                 |

### شهرداران سابق شهرهای بزرگ
- نیویورک سیتی، نیویورک: مایکل بلومبرگ (۲۰۰۲–2013)[۷۴]